# Yehuda Afek

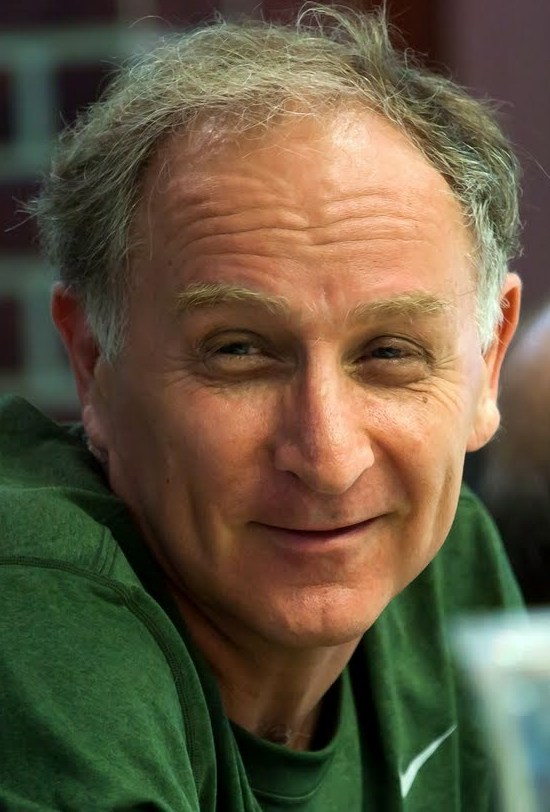
Yehuda Afek

Yehuda Afek (1952) is de medeoprichter en hoofd technologie van het bedrijf Riverhead Networks in de Verenigde Staten. Hij is expert op het gebied van beveiliging van computernetwerken.
Afek werd in Israël geboren als zoon van de Nederlandse verzetsstrijders Mirjam en Menachem Pinkhof en verhuisde later naar de Verenigde Staten. Hij werd in 1989 hoogleraar aan de faculteit voor Computerwetenschappen aan de Universiteit van Tel Aviv. Voorheen werkte hij bij de technische staf van het Amerikaanse telefoniebedrijf AT&T Bell.
Afek promoveerde in 1985 in de computerwetenschappen aan de Universiteit van Californië in Los Angeles. Hij wordt algemeen beschouwd als een toonaangevend wetenschapper op het gebied van computer- en netwerkbeveiling.